# Malhada (Povoação)
O Malhada (Povoação) é uma elevação portuguesa localizada no concelho da Povoação, na ilha de São Miguel, no arquipélago dos Açores.
Este acidente geológico tem o seu ponto mais elevado a 705 metros de altitude acima do nível do mar.
É esta montanha um dos locais de residência do Priolo, passeriforme do género Pyrrhula, sendo este exemplar único endémico da ilha de São Miguel a sub-espécie Pyrrhula murina
Este pássaro raro e em perigo crítico de pode ser observado nas zonas montanhosas localizadas a leste da ilha de São Miguel, abrangendo os concelhos do Nordeste e da Povoação, mais própriamente nas florestas da laurissilva do espaço dominado pela Malhada, Miradouro da Tronqueira, Pico Bartolomeu, Miradouro do Salto de Cavalo e no sopé do Pico da Vara.
Nas suas encostas nascem alguns dos afluentes da Ribeira do Guilherme, ou Ribeira dos Moinhos, como também é conhecida